# John Smoltz
John Andrew Smoltz (ur. 15 maja 1967) – amerykański baseballista, który występował na pozycji miotacza, ośmiokrotny uczestnik All-Star Game, zdobywca Cy Young Award, członek Baseball Hall of Fame.

## Minor League Baseball
W czerwcu 1985 został wybrany w 22. rundzie draftu przez Detroit Tigers i został przydzielony do zespołu Lakeside Tigers (poziom Class A), w którym grał w 1986. Sezon 1987 rozpoczął od występów w Glens Falls Tigers (Double-A). 12 sierpnia 1987 przeszedł do Atlanta Braves za Doyle’a Alexandra i początkowo grał w Richmond Braves (Triple-A).

## Major League Baseball

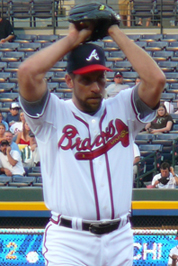
John Smoltz podczas gry w Atlanta Braves.

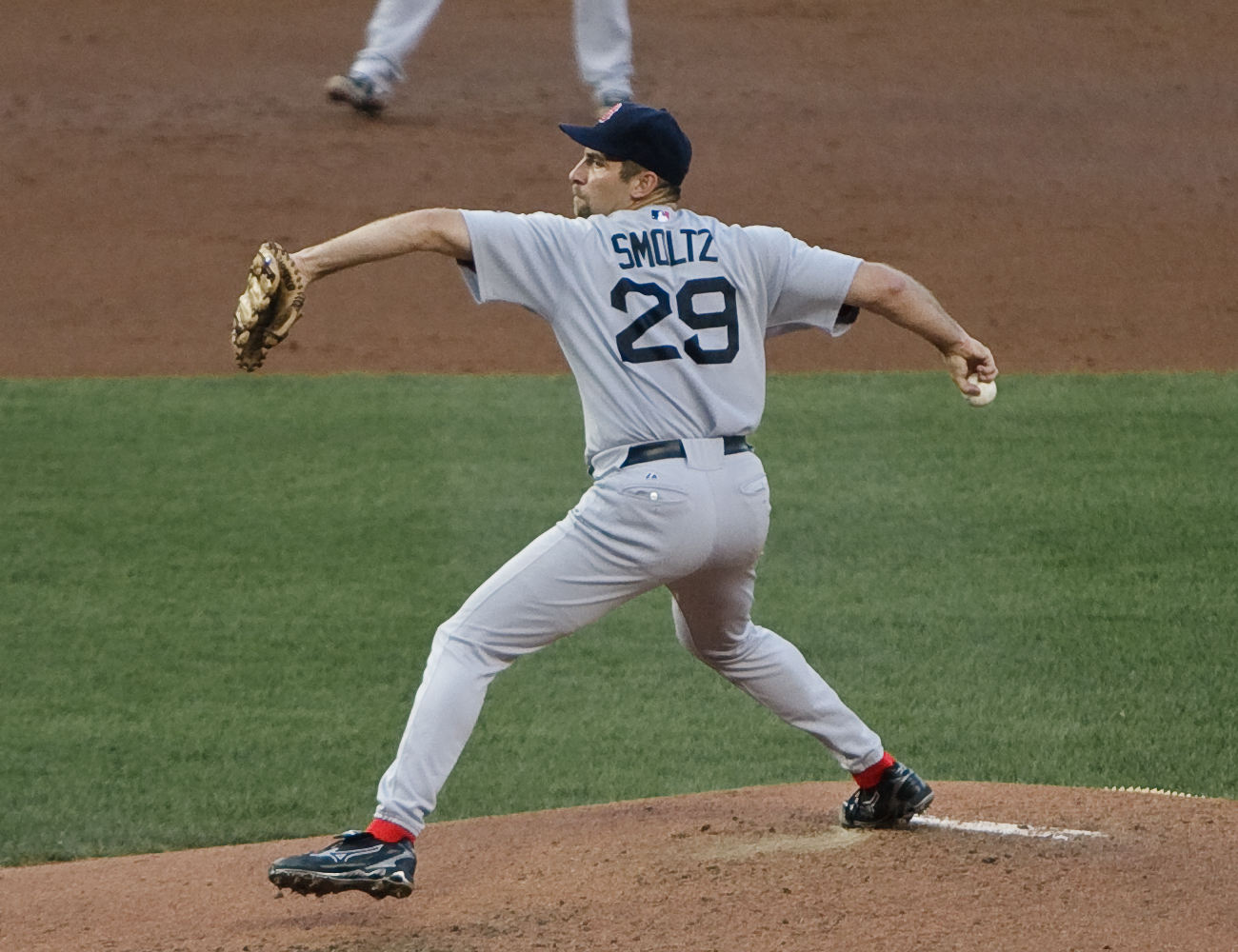
John Smoltz jako zawodnik Boston Red Sox.

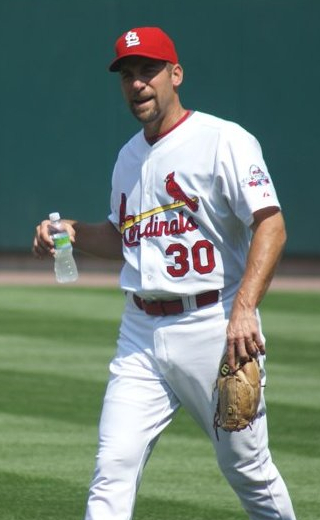
John Smoltz jako zawodnik St. Louis Cardinals.

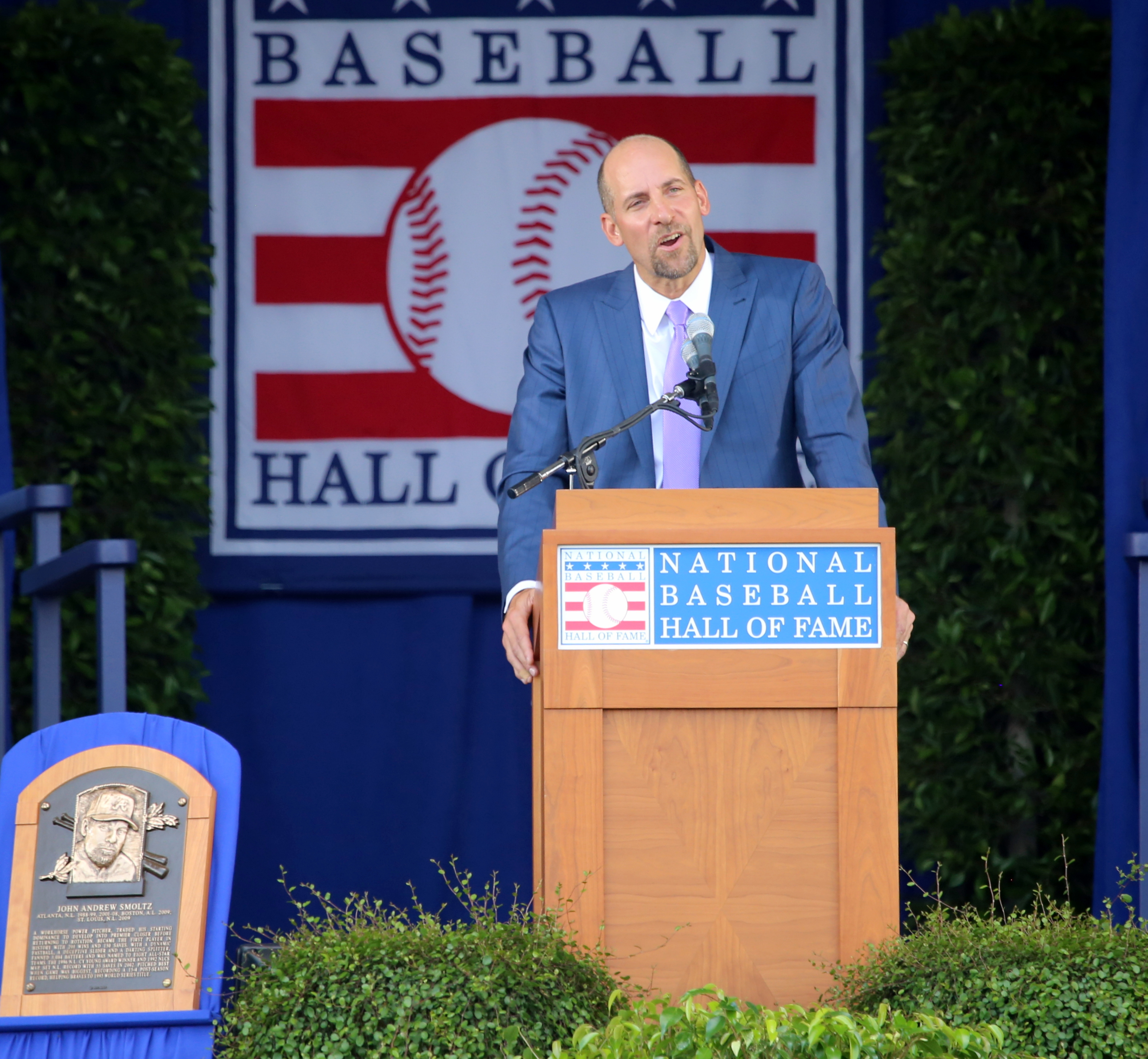
John Smoltz podczas ceremonii wprowadzenia do Baseball Hall of Fame.

### Atlanta Braves
W Major League Baseball zadebiutował 23 lipca 1988 w meczu przeciwko New York Mets, w którym rozegrał osiem zmian i zanotował zwycięstwo. Rok później po raz pierwszy wystąpił w Meczu Gwiazd. W pierwszej połowie sezonu 1991 zanotował bilans W-L 2–11, jednak od 12 lipca do 5 października, na 18 rozegranych spotkań, zanotował 12 zwycięstw. W National League Championship Series, w których Braves mierzyli się z Pittsburgh Pirates, zagrał w dwóch meczach, zaliczając w decydującym spotkaniu numer 7, complete game shutout. W przegranych dla Braves World Series, wystąpił w dwóch meczach notując dwukrotnie no-decision.
24 maja 1992 w meczu z Montreal Expos został pierwszym miotaczem w historii klubu, który zaliczył 15 strikeoutów. W NLCS 1992, gdzie przeciwnikiem Braves byli Pirates, Smoltz zanotował dwa zwycięstwa w trzech startach. Ponadto w meczu numer 4 zaliczył dwa odbicia (w tym RBI single), skradł bazę i zdobył runa. W decydującym meczu numer 7, rozegrał sześć inningów i zszedł przy stanie 0–2 dla Pirates, jednak ostatecznie zanotował no-decision, gdyż Braves w drugiej połowie dziewiątej zmiany zdobyli trzy punkty i odnieśli zwycięstwo 3–2, dające awans do World Series, w których Braves przegrali z Toronto Blue Jays. Smoltz został wybrany najbardziej wartościowym zawodnikiem NLCS.
W 1995 zdobył tytuł World Series, w których Braves pokonali Cleveland Indians 4–2. Rok później zanotował najwięcej zwycięstw (24), zaliczył najwięcej strikeoutów w MLB (276) i otrzymał nagrodę Cy Young Award, a w 1997 został wyróżniony spośród uderzających miotaczy, zdobywając Silver Slugger Award.
W 2000 przeszedł operację Tommy’ego Johna i stracił cały sezon. Po powrocie do składu w 2001 zaliczył pięć startów, jednak w lipcu został przesunięty do bullpenu, pełniąc głównie rolę closera. W sezonie 2002 ustanowił rekord National League zaliczając 55 save’ów i został wybrany najlepszym relieverem w National League, a w głosowaniu na najlepszego miotacza w lidze zajął 3. miejsce. W 2004 ustanowił rekord klubowy zaliczając 154 save’y, pobity przez Craiga Kimbrela w 2014.
Po trzech sezonach gry jako closer, w 2005 został ponownie przesunięty do pięcioosobowej rotacji starterów. 10 maja 2005 w meczu przeciwko New York Mets wyrównał swój rekord kariery, zaliczając 15 strikeoutów, zaś 24 maja 2007 w spotkaniu z Mets zanotował 200. zwycięstwo w MLB. W 2005 za działalność charytatywną otrzymał Roberto Clemente Award. 22 kwietnia 2008 został 16. miotaczem w historii Major League Baseball, który osiągnął pułap 3000 strikeoutów. Po zakończeniu sezonu 2008 został wolnym agentem.

### Boston Red Sox
13 stycznia 2009 podpisał roczny kontrakt z Boston Red Sox. W barwach nowego zespołu zadebiutował 25 czerwca 2009 w meczu przeciwko Washington Nationals, w którym rozegrał pięć zmian, oddając siedem odbić i pięć runów. Jako zawodnik Red Sox uzyskał bilans 2–5. 12 sierpnia 2009 otrzymał propozycję gry w minor league, w celu przygotowania do gry w bullpenie, jednak odmówił. Pięć dni później został zwolniony z kontraktu.

### St. Louis Cardinals
19 sierpnia 2009 został zawodnikiem St. Louis Cardinals, w którym zadebiutował cztery dni później w spotkaniu z San Diego Padres, zaliczając po raz pierwszy w karierze siedem strikeoutów z rzędu. Sezon zakończył z bilansem 3–6 przy wskaźniku ERA 6,35.

## Późniejszy okres
W marcu 2010 został ekspertem w stacji telewizyjnej TBS. 8 czerwca 2012 przed meczem Atlanta Braves – Toronto Blue Jays wziął udział w ceremonii zastrzeżenia numeru 29, z którym występował. W 2014 został zatrudniony przez stację Fox Sports.
W 2015 został uhonorowany członkostwem w Baseball Hall of Fame.

## Nagrody i wyróżnienia
| Nagroda/wyróżnienie           | Lata                                           | Źródło |
| 8× All-Star                   | 1989, 1992, 1993, 1996, 2002, 2003, 2005, 2007 | [ 1 ]  |
| NLCS MVP                      | 1992                                           | [ 6 ]  |
| Zwycięzca w World Series      | 1995                                           | [ 9 ]  |
| NL Cy Young Award             | 1996                                           | [ 1 ]  |
| Silver Slugger Award          | 1997                                           | [ 1 ]  |
| NL Rolaids Relief Man Award   | 2002                                           | [ 12 ] |
| Roberto Clemente Award        | 2005                                           | [ 16 ] |
| Baseball Hall of Fame         | od 2015                                        | [ 11 ] |
| # 29 zastrzeżony przez Braves | 2012                                           | [ 23 ] |